# 比伯巴赫河 (伯默施瓦察赫河支流)
49°23′03″N 12°38′25″E / 49.38412°N 12.64016°E

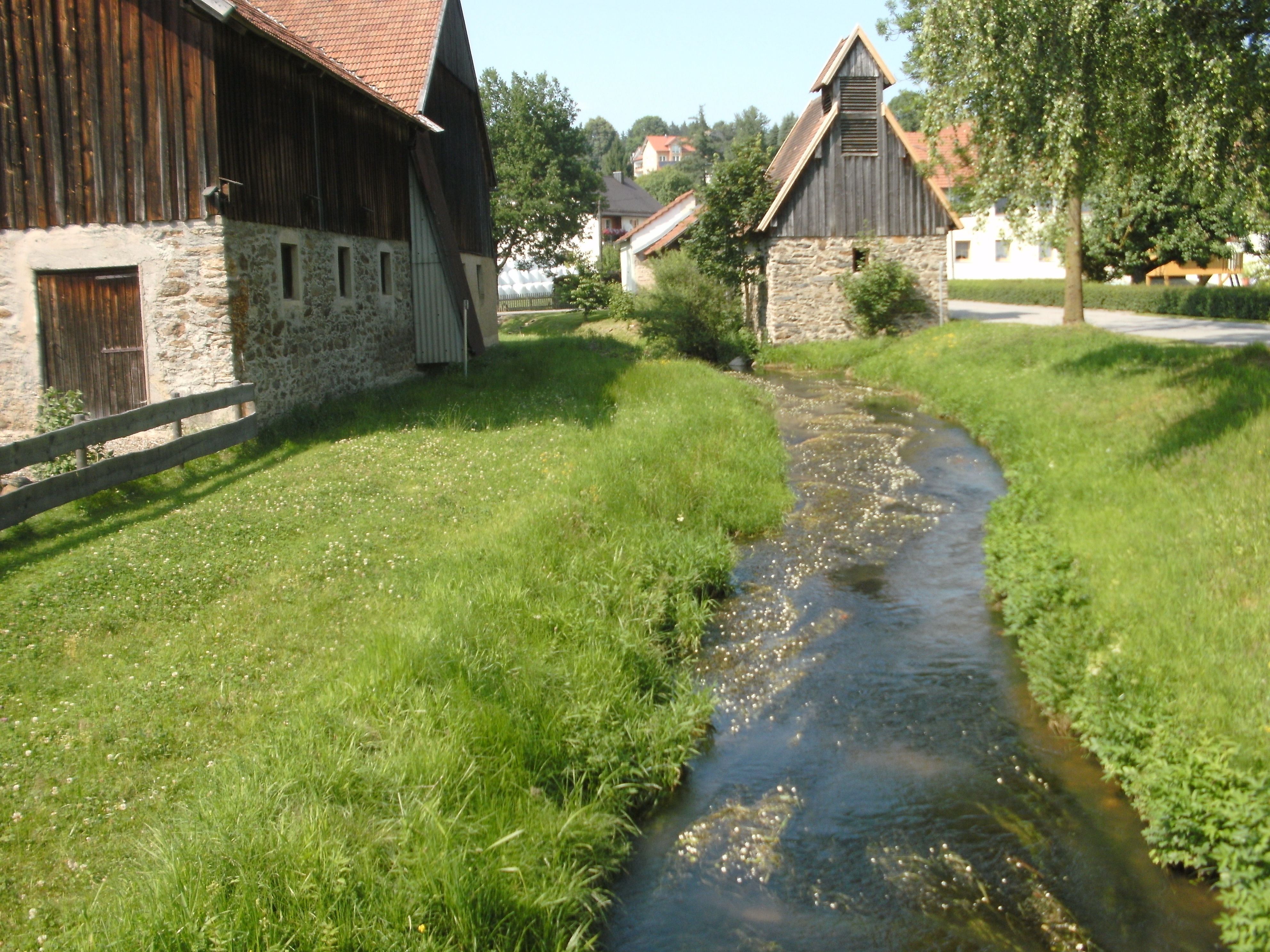

比伯巴赫河（德語：Biberbach），是德國的河流，位於該國東南部，由巴伐利亞負責管轄，屬於伯默施瓦察赫河的右支流，流經卡姆縣，河道全長13公里，流域面積23平方公里。